# Topic (Jugendmagazin)
Topic (Eigenschreibweise TOPIC) ist ein Jugendmagazin des Bildungsmedienverlags JUNGÖSTERREICH Zeitschriftenverlag GmbH & Co KG.
Das Monatsmagazin wird über Schulabonnements vertrieben. Die Zielgruppe sind Schülerinnen und Schüler ab der 7. Schulstufe. Die in Topic behandelten Themen beinhalten Umwelt, Politik, Körperbewusstsein, Sport, Musik, Stars und Kultur. Ab September 2019 beinhaltet ein Topic-Abonnement auch Zugang zum Digitalprodukt TOPICdigi (www.topicdigi.at).

## Geschichte
Topic erschien erstmals im September 1989 als Variante des 1987 von Peter Michael Lingens gegründeten Klex. Klex (für die 5. und 6. Schulstufe) und Topic (für die 7. und 8. Schulstufe) erschienen 14-täglich (20-mal im Schuljahr) und unterschieden sich nur durch die Titelgeschichte und einen Wirtschaftsteil für die Älteren. Sie waren die Zeitschriften für Mitglieder des Österreichischen Buchklubs der Jugend.
Ab September 1990 erschien Klex-Topic als Monatsmagazin für die 7. und 8. Schulstufe, seit dem Schuljahr 1997/98 trägt es wieder seinen ursprünglichen Namen Topic.
Seit dem Schuljahr 2019/20 wird Topic gemeinsam mit SOS-Kinderdorf Österreich und dem WWF Österreich herausgegeben.

## Auflage
Die Zeitschrift hatte lt. Österreichischer Auflagenkontrolle (ÖAK) im 1. Halbjahr 2014 eine Druckauflage von 140.000 (verbreitete Auflage: 124.901) Exemplaren und 105.502 Abonnenten.